# Cromite

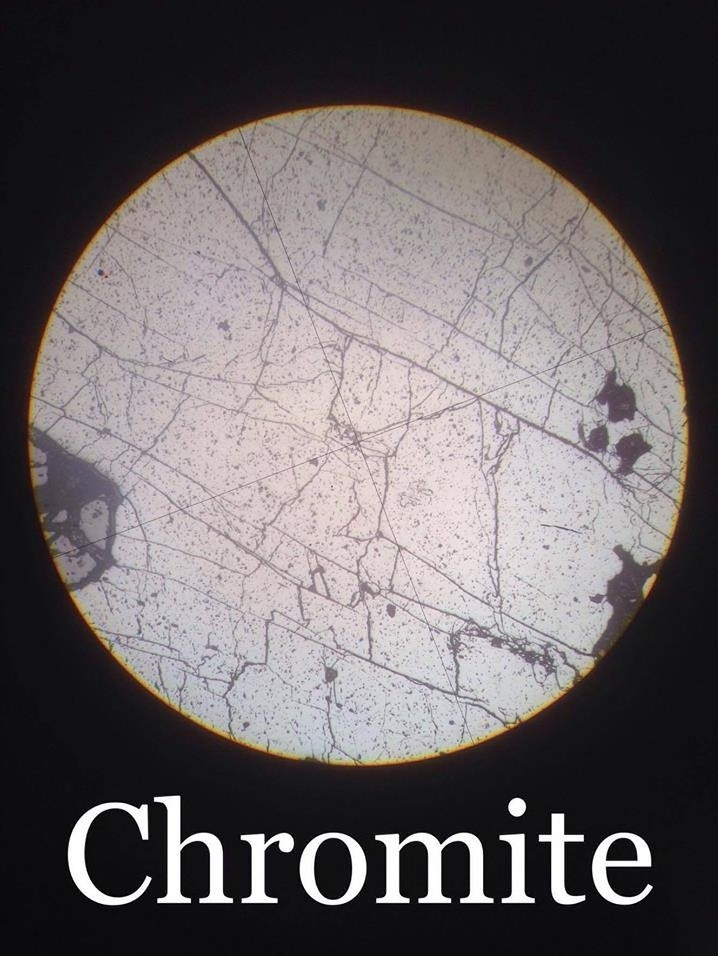
Cromite al microscopio petrografico

La cromite (simbolo IMA: Chr) è un minerale comune del supergruppo dello spinello e in particolare degli ossispinelli, nella cui famiglia occupa un posto nel sottogruppo dello spinello; appartiene alla classe minerale degli "ossidi e idrossidi" con la composizione chimica Fe2+Cr2O4 quindi, da un punto di vista chimico, è un ossido di ferro-cromo.

## Etimologia e storia
Il minerale fu descritto per la prima volta nel 1797 da Louis Nicolas Vauquelin, che inizialmente lo chiamò fer chromaté aluminé. Il minerale ricevette il nome di cromite solo nel 1845 da Wilhelm Karl Ritter von Haidinger, nome valido ancora oggi, in riferimento al componente principale nel composto.
La località tipo è il giacimento di Carrade de Cavalaire nel comune francese di Cavalaire-sur-Mer (nella Provenza-Alpi-Costa Azzurra, Francia).

## Classificazione
Nella Sistematica dei lapis (Lapis-Systematik) di Stefan Weiß al minerale è stato assegnato il sistema nº IV/B.03. In questa sistematica ciò corrisponde alla classe degli "ossidi con rapporto metallo: ossigeno = 3 : 4 (spinello di tipo M3O4 e composti correlati)", dove la cromite insieme a cocromite, magnesiocromite, manganocromite, nicromite e zincocromite forma il gruppo degli "spinelli di cromite".
La nona edizione della sistematica minerale di Strunz, valida dal 2001 e aggiornata dall'Associazione Mineralogica Internazionale (IMA) fino al 2009, classifica la cromite nella classe degli "ossidi (idrossidi, V[5,6] vanadati, arseniti, antimoniti, bismutiti, solfiti, seleniti, telluriti, iodati)" e nella sottoclasse "4.B Metallo:Ossigeno = 3:4 e simili";questa è ulteriormente suddivisa in base alla dimensione dei cationi coinvolti, in modo che la cromite possa essere trovata nella sezione "4.BB Con soltanto cationi di media dimensione" dove insieme a cocromite, coulsonite, cuprospinello, filipstadite, franklinite, gahnite, galaxite, hercynite, jacobsite, magnesiocoulsonite, magnesiocromite, magnesioferrite, magnetite, manganocromite, nicromite, qandilite, spinello, trevorite, ulvöspinello, vuorelainenite e zincocromite forma il sistema nº 4.BB.05.
Tale classificazione è mantenuta anche nell'edizione successiva, proseguita dal database "mindat.org" e chiamata Classificazione Strunz-mindat, con l'aggiunta dei minerali harmunite, wernerkrauseite, deltalumite e guite.
Anche la classificazione dei minerali secondo Dana, utilizzata principalmente nel mondo anglosassone, elenca la cromite nella classe degli "ossidi e idrossidi" e lì nella sottoclasse degli "ossidi multipli". Qui forma il sistema nº 07.02.03 all'interno della sottosezione degli "ossidi multipli (A+B2+)2X4, gruppo dello spinello".

## Chimica
La composizione idealizzata (teorica) della cromite (Fe2+Cr2O4) è costituita dal 24,95% di ferro (Fe), dal 46,46% di cromo (Cr) e dal 28,59% di ossigeno (O). In forma di ossido, ciò corrisponde al 32,10% di ossido ferroso (FeO) e al 67,90% di triossido di dicromo (Cr2O3) (tutti i valori in peso%).
La cromite forma un complesso sistema cristallino misto con magnesiocromite (MgCr2O4) così come con hercynite (FeAl2O4) e magnetite (Fe3O4). Di conseguenza, la composizione semplificata può essere espressa anche nella forma (Fe,Mg)(Cr,Al,Fe)2O4. Gli elementi ferro e magnesio o cromo, alluminio e ferro riportati tra parentesi tonde possono rappresentarsi a vicenda nella formula, ma sono sempre nella stessa proporzione con gli altri componenti del minerale.
A una temperatura superiore a 950 °C, la cromite, la magnetite e l'hercynite possono formare cristalli misti senza restrizioni. Durante il raffreddamento, si verificano prima spazi di miscelazione tra hercynite e cromite, al di sotto di 850 °C anche tra cromite e magnetite, e infine al di sotto di 800 °C anche tra hercynite e magnetite.

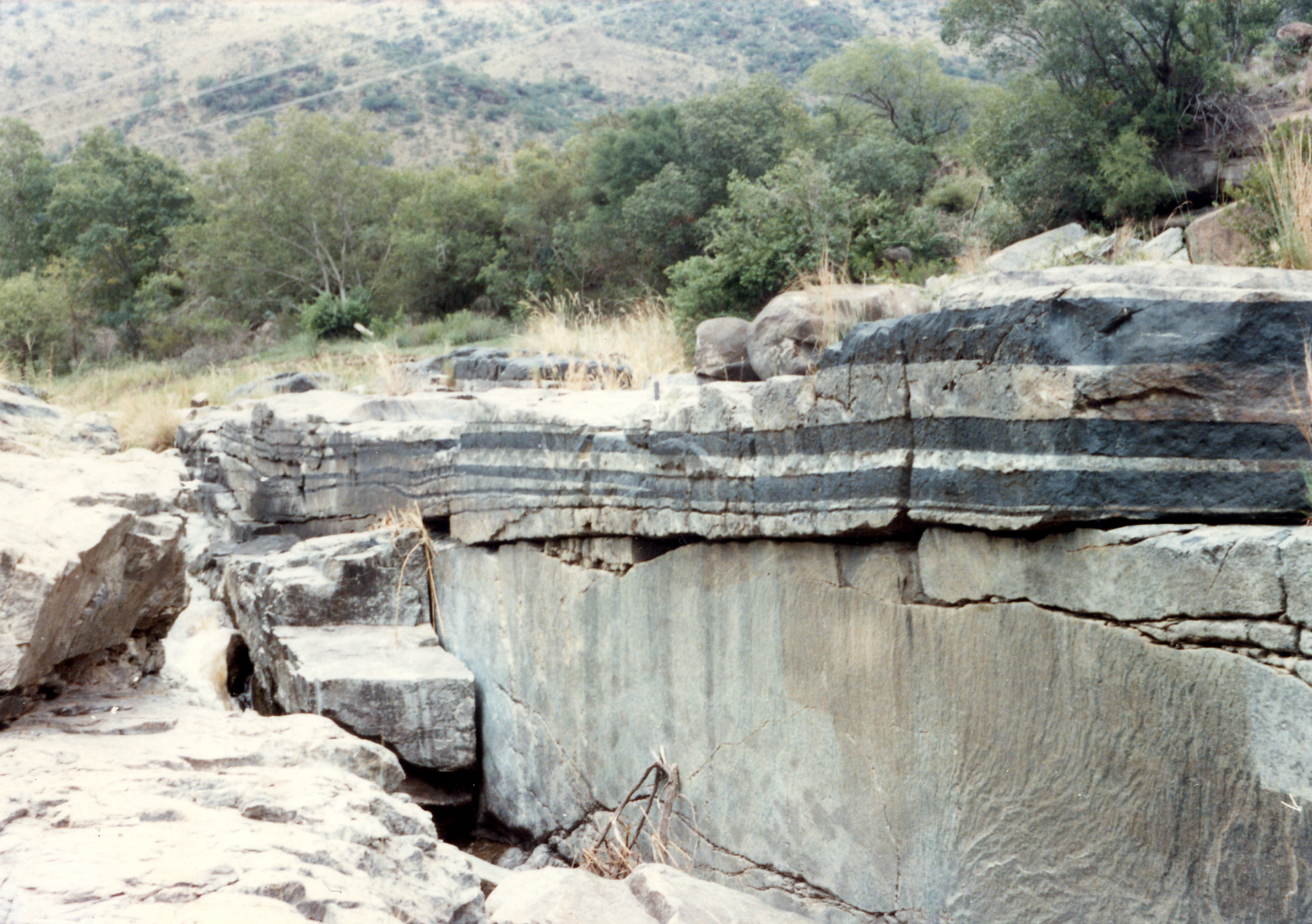
Un affioramento di cromite nella parte orientale del complesso di Bushveld, a sud di Steelpoort (Sudafrica)

A seconda del luogo in cui è stata trovata, possono verificarsi anche varie miscele estranee. Ad esempio, i campioni di minerali provenienti dal complesso di "Bushveld" in Sudafrica e dal "Great" in Zimbabwe hanno rilevato tra lo 0,26% e lo 0,27% di biossido di titanio (TiO2), fino allo 0,28% di ossido di vanadio(III) (V2O3) e fino allo 0,06% di ossido di nichel (NiO). Inoltre, occasionalmente ci sono miscele di manganese, zinco e titanio.

## Abito cristallino
La cromite cristallizza nel sistema cubico nel gruppo spaziale Fd3m (gruppo nº 227) con il parametro reticolare a = 8,36 Å, oltre ad avere 8 unità di formula per cella unitaria.

## Proprietà chimico-fisiche
- Il minerale è debolmente ferromagnetico[7] o debolmente magnetico[5].
- Il minerale impartisce una tinta verde smeraldo a un pezzetto di borace in presenza di una fiamma riducente.[19]
- Fotoelettricità: 18,28 barn/cc[5]
- Densità di elettroni: 4,54 barn/cc
- Indice di fermioni: 0,04[5]
- Indice di bosoni: 0,96[5]

Gli spinelli sono tra i composti refrattari il cui punto di fusione è solitamente superiore a 1700 °C, ma il punto di fusione della cromite è molto più alto, di 2140 °C. Il minerale è generalmente non magnetico. A causa del suo alto punto di fusione, la cromite non fonde davanti al cannello a soffiatura, ma di solito diventa magnetica quando viene riscaldata. Alcuni esemplari possono mostrare un debole magnetismo; ciò può essere causato da reazioni di segregazione nel sistema cromite-magnetite o dal riscaldamento naturale del minerale, ad esempio da influenze metamorfiche.
La cromite è insolubile negli acidi ordinari. Secondo Vahromeev (1950), tuttavia, l'incisione strutturale per micrografie può essere ottenuta facendo bollire prima il campione per 30-120 minuti in una soluzione di perclorato di potassio (KClO4) – secondo Grafenauer, il clorato di potassio (KClO3) è più efficace – e acido solforico (H2SO4).
Con una durezza Mohs di 5,5, che è all'incirca equivalente alla durezza del vetro, la cromite è uno dei minerali medio-duri. Non mostra alcuna sfaldatura, ma è fragile e si rompe sotto sforzo con superfici irregolari o leggermente sgusciate.

## Modificazioni e varietà
Nel 1969, Erich Seeliger e Arno Mücke descrissero per la prima volta un minerale proveniente da Ramberget sull'isola di Hestmona nel comune norvegese di Rødøy con una composizione di (Fe,Mg,Zn)(Cr,Fe,Al)2O4 corrispondente alla cromite, ma che cristallizzava nel sistema tetragonale e con proprietà chiaramente anisotrope. Si riferirono alla modifica appena scoperta della cromite come donathite da Martin Donath (1901-1965), che descrisse le proprietà anisotrope del materiale di Ramberget già nel 1931. Ulteriori indagini sul campione tipo, che Eugen Libowitzky condusse sul campione tipo di Ramberget nel 1991, rivelarono che la donathite era una fine adesione lamellare di cromite e magnetite. L'apparente anisotropia descritta è nota come birifrangenza di forma. In questo fenomeno ottico, l'orientamento parallelo delle lamelle sottili, uguale o minore della lunghezza d'onda della luce, provoca la birifrangenza osservata. A causa dei risultati dei saggi più recenti, la donathite non è stata più considerata come specie minerale a sé.

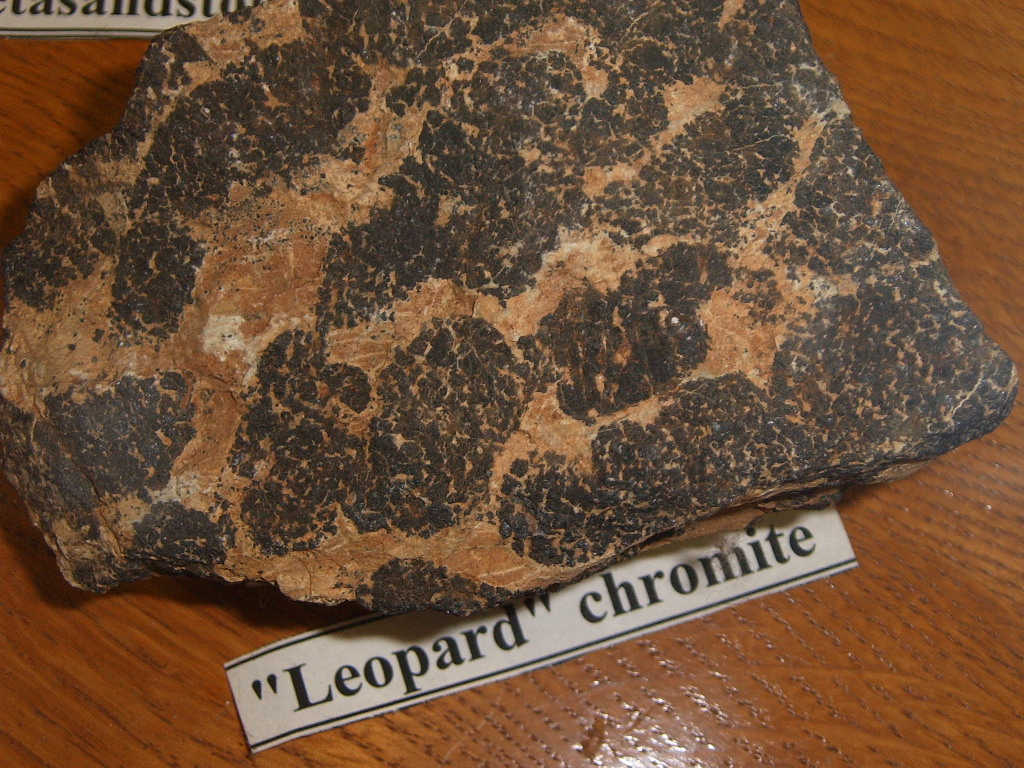
Cromite a leopardo

Il minerale maculato o minerale di leopardo è una miscela minerale di cristalli di cromite neri e tondeggianti di diversi millimetri di dimensione in una matrice più chiara di dunite o serpentinite che ricorda il modello a macchie di un leopardo.

## Origine e giacitura
La cromite si forma principalmente in magmi liquidi basici e ultrabasici. Le corrispondenti rocce madri sono quindi principalmente peridotiti e serpentiniti formate da esse per metamorfosi, più raramente pirosseniti e picriti.
Grazie alla sua durezza e densità relativamente elevate, è molto resistente agli agenti atmosferici e quindi si deposita anche in depositi secondari come sedimenti fluviali e saponi. Inoltre, la cromite può essere presente come componente minore nei meteoriti rocciosi.
Tra i giacimenti minerari più noti ci sono gli Urali in Russia, Guleman (in Anatolia orientale, Turchia) e, soprattutto, il Great Dyke vicino a Shurugwi (Selukwe) in Zimbabwe e il complesso di Bushveld in Sudafrica. Si stima che le riserve mondiali di cromite nei paesi dell'Africa australe siano superiori all'80%. Il resto è distribuito in tutta la Comunità degli Stati Indipendenti (Содружество Независимых Государств - CSI) e nei depositi più piccoli del complesso di "Stillwater" nel Montana e di Kemi in Finlandia.
Essendo una formazione minerale comune, tuttavia, la cromite può essere trovata in molti altri siti. Nella sua località tipo, il giacimento di "Carrade de Cavalaire" nel comune francese di Cavalaire-sur-Mer, la cromite si trova insieme a noduli di ferro in serpentinite. Di conseguenza, vari serpentini possono essere trovate come minerali di accompagnamento ma, a seconda del luogo di scoperta, anche olivina e plagioclasio, nonché enstatite, ilmenite, magnetite, pentlandite, pirrotite e ulvöspinello, tra gli altri.
Altri siti di cromite in Francia sono principalmente nelle regioni dell'Alvernia-Rodano-Alpi, Bretagna, Grande Est, Corsica, la Comunità d'oltremare della Nuova Caledonia e Occitania. Inoltre, il minerale è stato trovato anche nei meteoriti Chantonnay vicino a Le Blanc e Château-Renard vicino a Montargis nella regione Centro-Valle della Loira, nel dachine complex vicino a Saül (nel dipartimento d'oltremare della Guyana francese), nei meteoriti di "Le Teilleul" (nel dipartimento della Manica) e di L'Aigle in Normandia, vicino a Combeyrol nel comune di Jumilhac-le-Grand, così come nelle meteoriti che prendono il nome dalle città di Saint-Séverin e Agen nella regione della Nuova Aquitania.
In Italia i siti di ritrovamento della cromite sono molti e sparsi nelle varie regioni; solo per citarne alcuni: Pescosansonesco (Abruzzo); Champdepraz e Châtillon (Val d'Aosta); Rionero in Vulture (Basilicata); Frassinoro e Borgo Val di Taro (Emilia-Romagna); Sestri Levante e Carrodano (Liguria); Alfianello e Novate Mezzola (Lombardia); Pollenza e Fermo (Marche); Antrona Schieranco e Ala di Stura (Piemonte); l'isola di Capraia e Santa Luce (Toscana).
In Germania, la cromite si trovava in un giacimento di placer sul Sulzbach vicino a Sulzburg, così come nella "cava di Clara" vicino a Oberwolfach e nelle serpentiniti vicino a Höfen nel distretto di Ortenau (Baden-Württemberg); sul Großer Teichelberg nel comune di Pechbrunn, nelle cave di Zeilberg vicino a Maroldsweisach, Heß vicino a Wurlitz e nelle fabbriche di basalto vicino a Triebendorf (Wiesau) in Baviera; nei cumuli di scorie dell'ex fonderia di zinco di Genna vicino a Letmathe (nella Renania Settentrionale-Vestfalia); nella cava "Caspar" sull'Ettringer Bellerberg (Renania-Palatinato); nella cava di "Scheiden" nel comune di Losheim am See (nel Saarland) e vicino a Callenberg in Sassonia. Inoltre, la cromite è stata rilevata come componente di vari meteoriti, come nei meteoriti di Eichstädt, Stubenberg e Machtenstein, nonché nei resti delle cadute di meteoriti di Mässing (1803) e Schönenberg (1846). Altri ritrovamenti di cromite in Germania sono noti dal Brandeburghese, dall'Assia, dalla Renania Settentrionale-Vestfalia, dalla Renania-Palatinato, dalla Sassonia e dalla Sassonia-Anhalt e dallo Schleswig-Holstein.

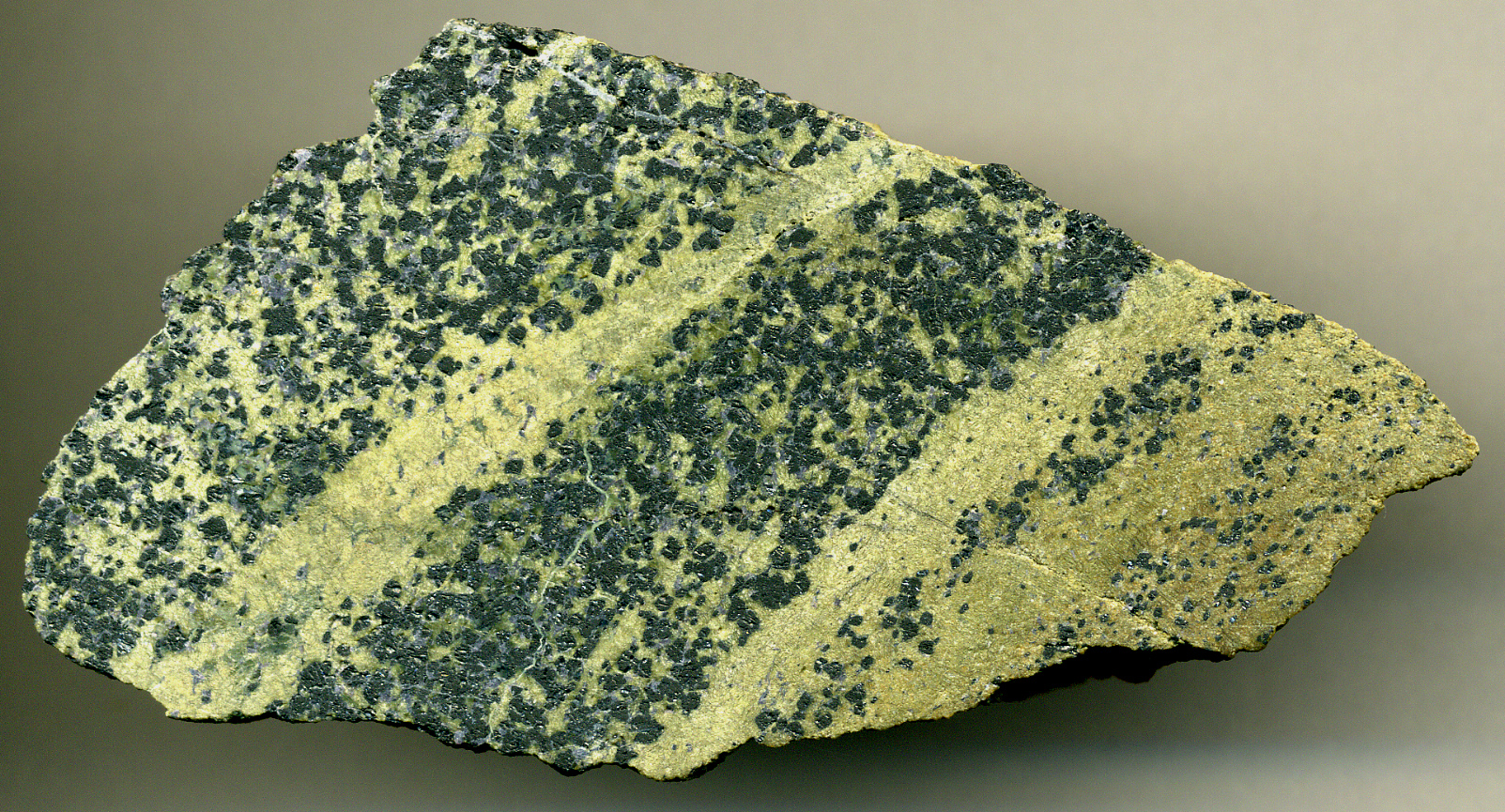
Fasce di cromite in serpentinite (diametro: 7,9 cm) dal complesso "Kraubath", Alpi Orientali, Austria

In Austria, il minerale è stato trovato in una cava di serpentinite vicino a Griesserhof, sul Plankogel vicino a Hüttenberg e vicino a Gmünd nel gruppo di Reißeck in Carinzia; in una cava di granulite vicino a Meidling (comune di Paudorf), nelle serpentiniti vicino a Wolfsbach (comune di Drosendorf-Zissersdorf) e nella cava di Saugraben vicino a Wiedendorf (Straß im Straßertale) e nella meteorite Lanzenkirchen vicino a Neustadtl an der Donau in Bassa Austria; in molte località degli Alti Tauri (valli del Felber, del Fuscher e dell'Habach) e nei Tauri di Schladminger vicino a Strobl sul lago Wolfgang nel Salisburghese. Inoltre, la cromite è conosciuta in molte località della Stiria, così come in alcune località del Tirolo Settentrionale e dell'Alta Austria.
In Svizzera, la cromite è stata finora scoperta solo in pochi luoghi, tra cui i meteoriti "Utzenstorf" vicino all'omonima città nel canton Berna, Menziswyl vicino a Tafers e "Ulmiz" vicino all'omonima città nel canton Friburgo e nel Chervettaz vicino a Châtillens nel canton Vaud. Inoltre, il minerale è stato rinvenuto anche nei tufi ricchi di carbonato nei pressi di Hofen nel Canton Sciaffusa, nelle serpentiniti di Cima Sgiu nella Valle di Blenio, nelle peridotiti ricche di nichel della Valle Boschet presso Palagnedra e nelle lherzoliti dell'Alpe Arami presso Gorduno nel Canton Ticino, nonché in diverse miniere della Val d'Anniviers nel Canton Vallese.

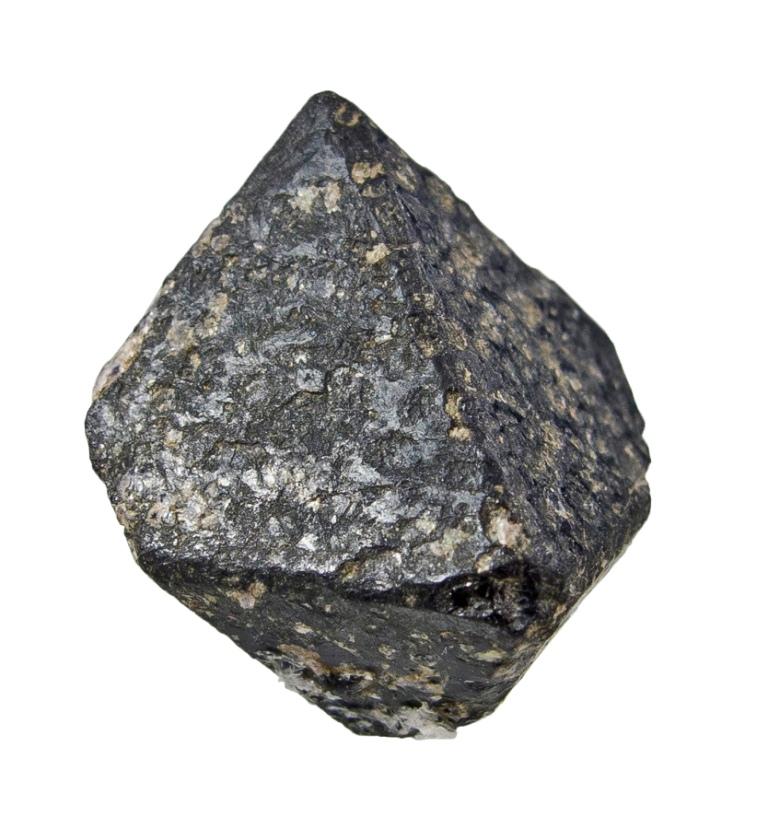
Cristallo di cromite proveniente da Hangha, distretto di Kenema, Provincia Orientale, Sierra Leone (dimensioni 1,8 cm × 1,7 cm × 1,2 cm)

Altri siti sono "Ayi Damar" e "Uzun Damar" in Turchia, dove sono stati trovati cristalli di dimensioni fino a un centimetro grazie a straordinari ritrovamenti di cristalli di cromite e campioni vari. Tuttavia, cristalli di cromite di dimensioni centimetriche sono stati scoperti anche in Sierra Leone.
La cromite è stata trovata anche in campioni di minerali provenienti dalla dorsale medio atlantica, più precisamente al margine nord-orientale della profondità di Markov e nel campo idrotermale Trans-Atlantic Geotraverse (TAG); al di fuori della Terra la cromite è stata rinvenuta sulla Luna nel cratere Fra Mauro e nei mari Tranquillitatis e Crisium.

## Utilizzi
Con un contenuto di cromo fino al 46,46%, la cromite è la fonte più importante di estrazione di questo metallo. I cosiddetti "minerali ricchi" possono contenere fino al 55% e i concentrati di "minerali poveri" fino al 50% di triossido di dicromo (Cr2O3).
Il cromo estratto dal minerale viene utilizzato principalmente per la produzione di acciaio inossidabile e per la finitura delle superfici mediante cromatura.
Grazie al suo alto punto di fusione, la cromite viene utilizzata per la produzione di mattoni di cromo e cromo-magnesite altamente refrattari.
Vari sali di cromo sono usati come agenti ossidanti e agenti concianti per la pelle. Inoltre, vengono utilizzati nella produzione di coloranti grazie ai loro colori vivaci.

## Forma in sui si presenta in natura
La cromite sviluppa solo occasionalmente cristalli macroscopici, cioè visibili ad occhio nudo, nell'intervallo di dimensioni da millimetriche a centimetriche con habitus ottaedrico o combinazioni come cubi e dodecaedri. Di solito si trova sotto forma di aggregati minerali granulari o massicci. La cromite è generalmente opaca e di colore nero-ferro con una lucentezza metallica sulle superfici. Gli strati sottili, tuttavia, sono di colore marrone scuro traslucido e anche il colore dello striscio è marrone-nero. Il cromo, uno dei due principali composti della cromite, è un metallo molto importante per alcuni organi del nostro corpo e per i muscoli, e ha come numero della tavola periodica il 24.